# جونيا أوساكي
جونيا أوساكي (باليابانية: 大﨑 淳矢) (2 أبريل 1991 في توياما في اليابان – )؛ هو لاعب كرة قدم ياباني سابق كان يلعب كمهاجم.

## وصلات خارجية
- جونيا أوساكي على موقع الاتحاد الدولي (مؤرشف)  (الإنجليزية)
- جونيا أوساكي على موقع رابطة كرة القدم اليابانية للمحترفين (اليابانية)
- جونيا أوساكي على موقع قاعدة بيانات كرة القدم.إي يو (الإنجليزية)
- جونيا أوساكي على موقع Soccerway.com (الإنجليزية)
- جونيا أوساكي على موقع عالم كرة القدم.نت (الإنجليزية)
- جونيا أوساكي على موقع كووورة